# Entrepierres
Entrepierres é uma comuna francesa na região administrativa da Provença-Alpes-Costa Azul, no departamento dos Alpes da Alta Provença. Estende-se por uma área de 47,79 km². Em 2010 a comuna tinha 384 habitantes (densidade: 8 hab./km²).